# Pink
P!nk (także Pink), właśc. Alecia Beth Moore (ur. 8 września 1979 w Doylestown, stan Pensylwania, USA) – amerykańska piosenkarka, autorka tekstów, tancerka, aktorka i producentka muzyczna.
Rozgłos zdobyła na początku stycznia 2000 roku. Tworzy muzykę z gatunku pop-rock, choć w początkach działalności muzycznej jej utwory wpisywały się w nurt muzyki R&B. Zaczynając swoją karierę muzyczną, wzorowała się na jednej ze swoich idolek, Madonnie; ceni również takie wykonawczynie, jak Janet Jackson, Joan Jett i Janis Joplin. Na całym świecie sprzedała ponad 110 milionów płyt (w tym 40 milionów albumów i 70 milionów singli).

## Życiorys

### Wczesne lata
Jest córką żydowskiej pielęgniarki Judith Moore i żołnierza Jima Moore’a. Jej przodkowie wyemigrowali z Irlandii, Niemiec i Litwy. Mimo że urodziła się zdrowa, gdy miała zaledwie kilka miesięcy, wykryto u niej astmę, która dręczyła ją przez lata młodości. Od 4 do 12 roku życia, zgodnie z zaleceniem lekarza, trenowała gimnastykę artystyczną, co pomogło jej walczyć z chorobą.
Gdy miała siedem lat, jej rodzice się rozwiedli. Ma przybraną matkę, przyrodniego brata i siostrę. Dorastała w Doylestown, uczęszczała do tamtejszej Podstawowej Szkoły Kutz, Gimnazjum Lenape oraz Liceum Central Bucks High School West.
Jej ojciec śpiewał i pisał teksty piosenek, dzięki czemu Pink już jako mała dziewczynka sama chciała śpiewać. Zaczynała od śpiewu w chórze gospel oraz od tańca. Jak sama mówi, śpiew był jedynym sposobem, aby „rodzice chociaż na chwilę przestali się kłócić”. Pisała własne teksty jako ujście dla swych uczuć, a jej matka komentuje: Jej pierwsze teksty były bardzo introspekcyjne. Niektóre z nich były bardzo czarne i bardzo głębokie, niemal niepokojące.
Po rozstaniu rodziców zamieszkała z matką. Ojciec, aby pomóc im finansowo, sprzedał swojego złotego Rolexa. Pink sprawiała wiele problemów wychowawczych, w wieku dziewięciu lat sięgnęła po pierwszego papierosa, cztery lata później zaczęła brać narkotyki. Jej idolką od dzieciństwa była Linda Perry, wokalistka zespołu 4 Non Blondes. Pink nocami siedziała na oknie w swoim pokoju i śpiewała jej piosenki, dopóki nie została wezwana policja. Często wymykała się wieczorami z domu i jeździła ze znajomymi do Philly’s Club Fever. W wieku piętnastu lat miała fałszywy dowód. Kiedy matka nie mogła już z nią wytrzymać, kazała jej przenieść się do ojca.

### Kariera

#### 1995–2000: Początki kariery iCan’t Take Me Home
W wieku czternastu lat napisała swój pierwszy utwór – „Generation X”. Na jednej z wielu domowych imprez koledzy poprosili ją, by dołączyła do ich zespołu Middle Ground. W wieku szesnastu lat dołączyła do zespołu Choice, składającego się wówczas z dwóch dziewczyn śpiewających rhythm and blues. Grupą zainteresował się L.A. Reid, właściciel jednej z największych i najbardziej znanych wytwórni muzycznych LaFace. Sprowadził je do studia i od razu podpisał z nimi kontrakt. Niedługo później producent zaproponował Pink karierę solową. W podjęciu decyzji pomógł jej ojciec, który zalecił jej „bycie lojalną wobec siebie”.
Na początku kariery solowej przybrała pseudonim P!nk, który inspirowany był m.in. postacią Mr. Pinka z filmu Wściekłe psy (ang. Reservoir Dogs). W wywiadach często powtarzała frazę: „We’re all pink on the inside” (dosłownie: wewnątrz wszyscy jesteśmy różowi), którą wyrażała przemyślenie, że „wszyscy mamy czerwoną krew, wszyscy płaczemy czystymi łzami, wszyscy krok po kroku, w tej niekończącej się wędrówce, próbujemy odnaleźć znaczenie życia i miłości”.
Jej pierwszy album studyjny, zatytułowany Can’t Take Me Home, utrzymany był w stylu R&B. Płyta osiągnęła status podwójnej platynowej płyty, a pochodzące z niego single – „Most Girls”, „There You Go” i „You Make Me Sick” – zajmowały wysokie miejsca na listach przebojów w Stanach Zjednoczonych, Australii i Wielkiej Brytanii. Pierwsze zarobione pieniądze P!nk przeznaczyła na odkupienie ojcu złotego Rolexa.

#### 2001–2005:MissundaztoodiTry This

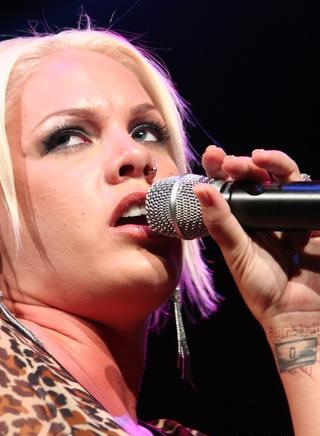
Pink podczas koncertu dla Kiss 106.1, lipiec 2006

Choć debiutancka płyta okazała się dużym sukcesem, piosenkarka zdecydowała się na rozwiązanie współpracy z L.A. Reidem, ponieważ uważała, że „[przy tworzeniu albumu] nie miała za dużo do powiedzenia, nie tak wyobrażała sobie swoją karierę”. W tym czasie zaczęła kilka razy dziennie wydzwaniać do Lindy Perry z zespołu 4 Non Blondes, śpiewając do słuchawki i zostawiając wiadomości głosowe. Po jakimś czasie piosenkarki nawiązały współpracę i zaczęły pracę nad materiałem na drugą płytę studyjną P!nk.
Album, zatytułowany M!ssundaztood, zawierał bardziej rockowe utwory i w założeniu miał zmienić wizerunek artystki, łączonej dotychczas wyłącznie z muzyką pop. Album odniósł sukces komercyjny, a promujące go single – „Don't Let Me Get Me”, „Just Like a Pill” czy „Get the Party Started” – zajmowały pierwsze miejsca na listach przebojów w wielu krajach. Popularność zdobyła też piosenka „Family Portrait”, opowiadająca historię dysfunkcyjnej rodziny wokalistki. Teledysk do utworu „Get the Party Started” został uhonorowany nagrodami MTV Video Music Awards.
Latem 2003 roku P!nk i William Orbit nagrali utwór „Feel Good Time”, wykorzystany w ścieżce dźwiękowej do filmu Aniołki Charliego: Zawrotna szybkość. W samym filmie piosenkarka wystąpiła w roli epizodycznej. W czwartym kwartale roku wydała trzecią płytę studyjną zatytułowaną Try This, która zawierała piosenki zdecydowanie z pogranicza rocka i muzyki pop. Album odniósł stosunkowo duży sukces w Europie. Płyta powstała przy współpracy z Lindą Perry i Timem Armstrongiem, wokalistą grupy Rancid; Armstrong był współkompozytorem i producentem ośmiu utworów na płycie, a trzy utwory napisała Linda Perry. Ostatecznie płytę promowały single: „God Is a DJ”, „Last to Know” i „Trouble”, który przyniósł P!nk nagrodę Grammy.

#### 2005–2009:I’m Not DeadiFunhouse

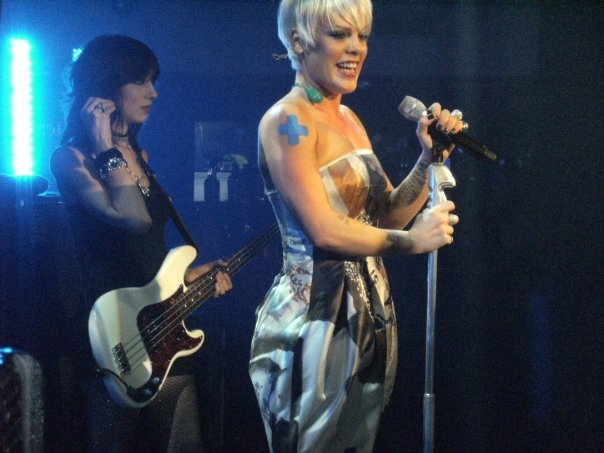
Pink podczas koncertu w Londynie, listopad 2008

W 2006 roku premierę miała czwarta płyta studyjna P!nk zatytułowana I'm Not Dead, zawierająca m.in. piosenkę „Dear Mr. President”, krytykującą politykę i osobę prezydenta USA, George’a Busha, oraz utwór „I Have Seen the Rain”, którą wykonała wspólnie ze swoim ojcem. Singlami promującymi ten album były utwory: „Stupid Girls”, „Who Knew”, „U + Ur Hand” i „Nobody Knows”, które odniosły sukces komercyjny.
Z końcem października 2008 roku premierę miała piąta płyta studyjna P!nk zatytułowana Funhouse, która promowana była przez single: „So What”, „Sober”, „Please Don’t Leave Me”, „Funhouse” i „I Don’t Believe You”. Współtwórcą i producentem czwartego singla był Tony Kanal z zespołu No Doubt. Na rynku niemieckim, australijskim i polskim ukazał się dodatkowy, piąty singiel – „Bad Influence”, w Stanach Zjednoczonych został nim utwór „Glitter in the Air”.

#### 2010–2015:Greatest Hits... So Far!!!iThe Truth About Love

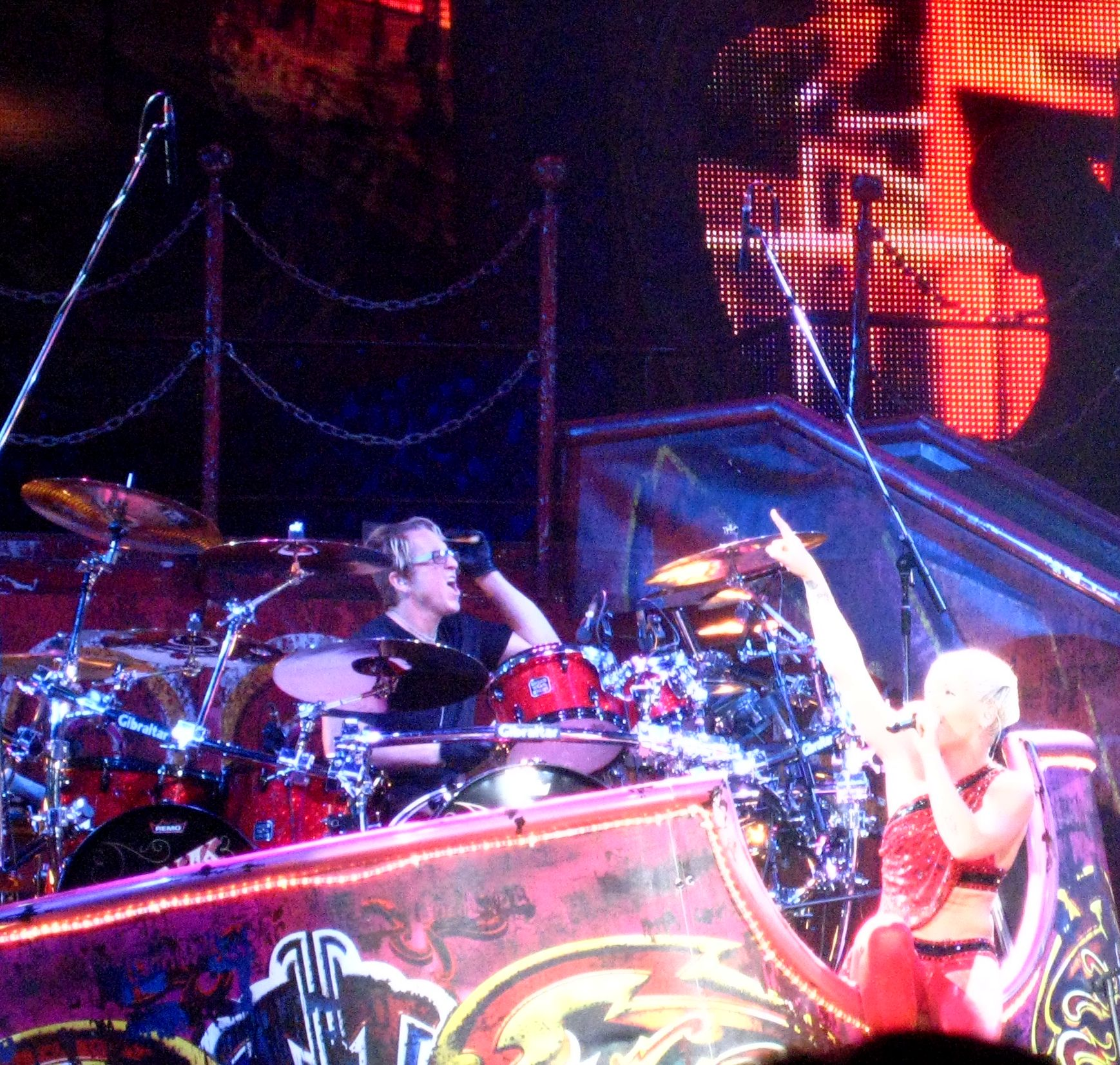
Pink podczas koncertu w ramach trasy FunHouse Tour, wrzesień 2009

15 listopada 2010 roku w sklepach ukazał się album kompilacyjny zatytułowany Greatest Hits... So Far!!!, zawierający największe przeboje w dorobku P!nk. Pod koniec roku ukazał się jej kolejny singiel „Raise Your Glass”, a na początku 2011 roku – piosenka „Fuckin’ Perfect”.
Na początku 2012 roku P!nk powróciła do studia, aby nagrać swój szósty album. Płyta, zatytułowana The Truth About Love, ukazała się 14 września 2012 roku. Na podstawowym wydaniu znalazło się trzynaście utworów, a wersja rozszerzona została wzbogacona o pięć piosenek. Pierwszym singlem został utwór „Blow Me (One Last Kiss)”, do którego zrealizowany oficjalny teledysk, mający premierę 27 lipca. B-side singla nosiła tytuł „The King Is Dead But the Queen Is Alive”. Singlami płyty zostały piosenki: „Try”, „Just Give Me a Reason”, „True Love”, (nagrany w duecie z Lily Allen) i „Are We All We Are”. W teledysku do piosenki „True Love” wystąpiła córka P!nk, Willow Sage. 25 września w Australii ukazał się nowy singiel piosenkarki – „Walk of Shame”.
13 lutego 2012 roku ruszyła trasa koncertowa The Truth About Love Tour. Premiera DVD z trasy miała miejsce 22 listopada w Australii oraz trzy dni później na całym świecie. Za swoje osiągnięcia P!nk otrzymała tytuł „Kobiety Roku 2013” przyznawany przez magazyn „Billboard”. W 2015 roku piosenkarka otrzymała nagrodę BMI President Awards za „wpływ na rozwój muzyki popularnej oraz uhonorowanie jej jako autorki tekstów piosenek”. We wrześniu nagrała piosenkę „Today’s the Day”, która promowała 13. sezon telewizyjnego show dziennikarki Ellen DeGeneres.

#### Od 2016:Beautiful TraumaiHurts 2B Human oraz Trustfall
W maju 2016 roku piosenkarka wydała singiel „Just Like Fire”, który został nagrany na potrzeby ścieżki dźwiękowej do filmu Alicja po drugiej stronie lustra.
13 października 2017 roku odbyła się premiera jej kolejnej płyty studyjnej zatytułowanej Beautiful Trauma.
20 lutego 2019 roku odbyła się premiera singla „Walk Me Home”, który zapowiadał kolejną płytę studyjną artystki Hurts 2B Human, której premiera była zaplanowana na kwiecień 2019 roku. Tego samego dnia piosenkarka wykonała utwór podczas uroczystości Brit Awards 2019 w Londynie, podczas której sama otrzymała nagrodę specjalną „Outstanding Contribution”.
28 marca odbyła się premiera drugiego singla z płyty Hurts 2B Human, „Hustle”.
18 listopada 2022 r. P!nk poinformowała poprzez media społecznościowe o wydaniu nowego albumu który ukaże się 17 lutego 2023 r.. Zgodnie z zapowiedzią album ma nosić tytuł: Trustfall.  

### Życie prywatne

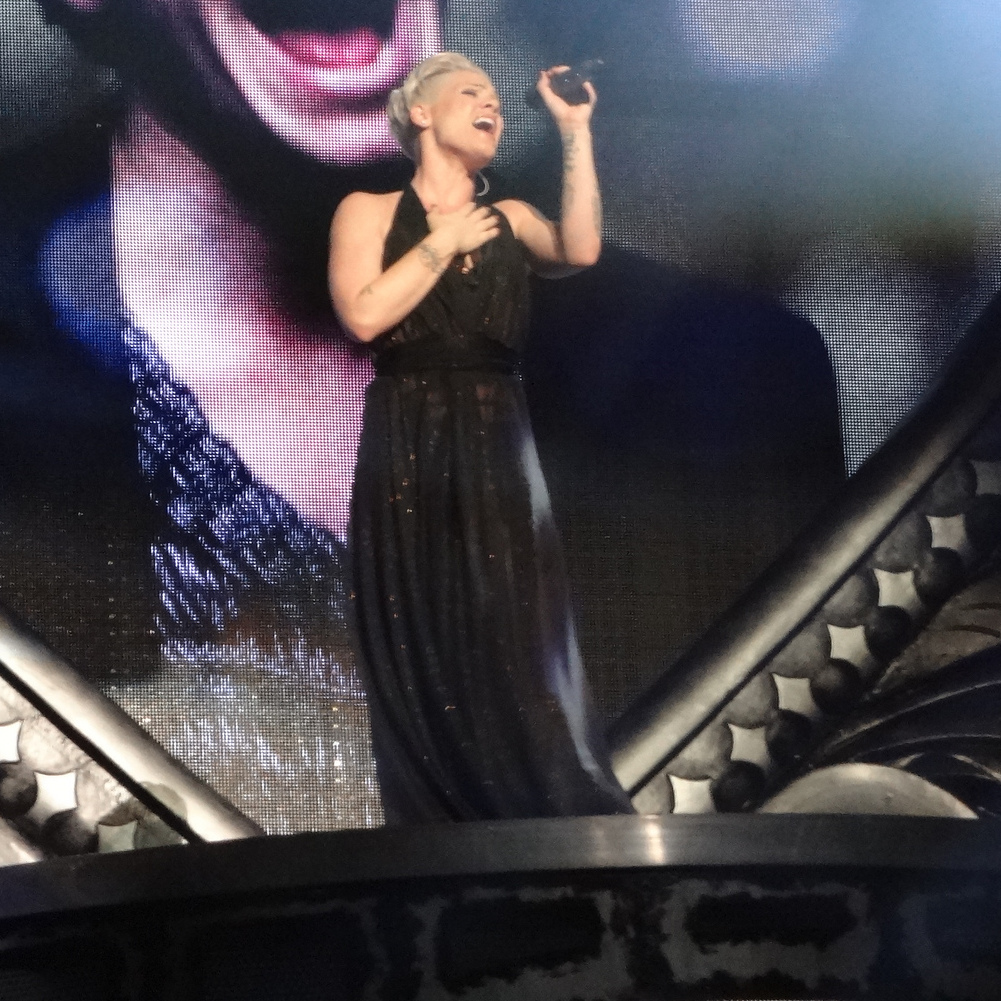
Pink podczas występu, marzec 2013

W 2001 roku związała się z zawodnikiem freestyle’u motocrossowego, Careyem Hartem. 7 stycznia 2006 r. w Kostaryce wzięli ślub, rozstali się w 2008 roku. P!nk nie złożyła jednak dokumentów rozwodowych i para pozostała w separacji. Ponownie zeszli się 1 stycznia 2009 roku.
17 listopada 2010 roku ogłosiła, że spodziewa się pierwszego dziecka. 2 czerwca 2011 roku P!nk urodziła córeczkę, Willow Sage Hart. 26 grudnia 2016 piosenkarka urodziła syna, który otrzymał imię Jameson Moon.

### Działalność charytatywna
P!nk jest członkiem organizacji walczącej o prawa zwierząt (PETA), dla której pozowała do plakatu oraz nakręciła kilka filmików. Piosenkarka udziela się również w kilku organizacjach charytatywnych tj. Human Rights Campaign (HRC), ONE Campaign, Prince’s Trust, New York Restoration Project, Run for the Cure Foundation, Save the Children, Take Back the Night, UNICEF and World Society for the Protection of Animals.
W październiku 2010 roku otrzymała nagrodę organizacji Human Rights Campaign, walczącej o prawa ludzi ze środowisk LGBT.
16 stycznia 2009 roku, Pink przekazała 250 tys. dolarów na rzecz Czerwonego Krzyża, wspomagając ofiary pożarów, które przetoczyły się przez australijski stan Victoria wcześniej w tym miesiącu.

## Dyskografia
- Can’t Take Me Home (2000)
- M!ssundaztood (2001)
- Try This (2003)
- I'm Not Dead (2006)
- Funhouse (2008)
- Greatest Hits... So Far!!! (2010)
- The Truth About Love (2012)
- Beautiful Trauma (2017)
- Hurts 2B Human (2019)
- Trustfall (2023)

## Filmografia
| Rok  | Tytuł                                | Postać            | Gatunek          |
| ---- | ------------------------------------ | ----------------- | ---------------- |
| 2000 | Ski to the Max                       | ona sama          | akcja            |
| 2002 | Rollerball                           | ona sama          | akcja            |
| 2003 | Aniołki Charliego: Zawrotna szybkość | Coal Bowl Starter | akcja, komedia   |
| 2007 | Katakumby                            | Carolyn           | horror, thriller |
| 2009 | Schłodzony jubileusz                 | ona sama          | animacja         |
| 2009 | Cziłała z Beverly Hills              | ona sama          | animacja         |
| 2010 | Idol z piekła rodem                  | ona sama          | komedia          |
| 2011 | Happy Feet 2: Tupot małych stóp 2    | Gloria            | animacja         |
| 2012 | Thanks for Sharing                   | Dede              | komedia          |

## Trasy Koncertowe
- 2002: Party Tour
- 2004: Try This Tour
- 2006–2007: I’m Not Dead Tour
- 2009: Funhouse Tour
- 2010: Funhouse Summer Carnival Tour
- 2013–2014: The Truth About Love Tour
- 2018–2019: Beautiful Trauma World Tour
- 2023: Summer Carnival World Tour[10]